# Benjaman Kyle
Pour les articles homonymes, voir Kyle.
Benjaman Kyle est le pseudonyme d'un homme souffrant d'amnésie rétrograde, retrouvé inconscient le 31 août 2004 à Richmond Hill en Géorgie (États-Unis), alors âgé d'environ 55 ans. En septembre 2015, après qu'il a passé plus de 11 ans sans que personne, y compris lui-même, ne sache qui il était, sa véritable identité est enfin retrouvée par une généalogiste génétique : il s'appelle William Burgess Powell et est né le 29 août 1948 à Lafayette (Indiana, États-Unis).

## Histoire
Le 31 août 2004 vers 5-6 h du matin, un homme inconscient est découvert derrière un Burger King par le personnel du restaurant, à l'intersection de l'Interstate 95 et l'Highway 17, à Richmond Hill en Géorgie. L'homme est retrouvé nu, gisant sur le sol dans l'enceinte de l'enclos des poubelles du fast food. Amené à l'hôpital, il apparait que l'homme souffre d'amnésie rétrograde et ne parvient pas à se rappeler comment il a atterri à cet endroit. Il a complètement perdu la mémoire, ne connait même plus son nom, et ne reconnait pas son visage. Il pense être né le 29 août 1948 et s'appeler Benjaman ; il possède également quelques souvenirs flous de Denver et d'Indianapolis. Pour le reste, il ne se rappelle absolument rien. Surnommé « BK » à la suite de sa découverte près d'un Burger King, il décide de prendre le nom de Benjaman Kyle. 
Le personnel médical repère trois creux à sa tête, pouvant indiquer des coups avec une arme contondante. Il souffre également d'une cataracte cécitante aux deux yeux qui a pu être causée par une exposition prolongée au soleil alors qu'il était allongé au sol inconscient,. Sur les lieux du Burger King, la police ne trouve aucun indice susceptible de permettre son identification. 
Sans pièce d'identité et sans assurance, la prise en charge médicale de Benjaman Kyle a été compliquée. Ne possédant pas de numéro de sécurité sociale, il ne peut pas non plus trouver de travail, si bien qu'après cet incident il s'est retrouvé à la rue pendant plusieurs années.
Onze ans plus tard, le site The New Republic explique que tout a changé grâce à une généalogiste génétique, CeCe Moore. En découvrant son histoire, elle a décidé de l’aider à retrouver les siens grâce à son ADN et une méthode habituellement utilisée pour les recherches d’adoption,.
Le 15 septembre 2015, « Avec ce dont Kyle se rappelait, sa date de naissance, son état d'origine, et la religion de sa famille, une équipe a comparé son ADN à celle des bases de données à travers le pays pendant plus de deux ans et demi avant de retrouver sa famille ». « Mon identité a été trouvée ! », écrit-il avant de remercier toutes les personnes qui l’ont aidé dans sa quête, et d’expliquer qu’il est en contact avec sa famille, et qu’il prévoit d’aller leur rendre visite la semaine suivante. Il aurait quitté l’Indiana en 1976 et personne ne l’aurait revu depuis, notamment plusieurs frères qui sont toujours en vie. « Je vais bientôt avoir une carte de sécurité sociale et une nouvelle carte d’identité en Floride », ajoute-t-il.